# Costa Sur
Costa Sur era una telenovela argentina producida y dirigida para ATC (hoy Televisión Pública) en 1983. Fue protagonizada por Katja Alemann. Además contó con las participaciones de Arturo Maly, Gabriela Toscano, Elvia Andreoli, Roberto Averbuj y Regina Lamm.

## Argumento
Las historias de un grupo de familias pertenecientes a una clase media acomodada se irán entrelazando de manera inesperada.

## Elenco
- Katja Alemann - Beatriz Morales
- Arturo Maly - Luis Peña
- Gabriela Toscano - Diana Cordon
- Elvia Andreoli - Renata Bianchi
- Roberto Averbuj - Ariel Bassenbaun
- Silvia Cichello - Maga
- Regina Lamm - Magdalena Suárez
- Susana Lanteri - Laura Cordon
- Constanza Maral - Teresa Sánchez
- Javier Meites - Nacho Peña
- Hugo Midón - Mario Bianchi
- Carlos Ricciutti - Effrom
- Néstor Hugo Rivas - Cordon
- Gabriel Rovito - Saúl Bianchi
- Marcela Ruíz - Alicia Peña
- Piolini
- Oscar Valicelli
- Jorge Videla

## Equipo de producción
- Historia: Carlos Lozano Dana